# Vinyl (série de televisão)
Vinyl é uma série de televisão de drama de época americana criada por Mick Jagger, Martin Scorsese, Rich Cohen e Terence Winter. A série é protagonizada por Bobby Cannavale como Richie Finestra, um executivo musical na década de 1970. A série estreou na HBO em 14 de fevereiro de 2016. Em 18 de fevereiro de 2016, a HBO renovou Vinyl para uma segunda temporada. No entanto, em 22 de junho de 2016, a HBO reverteu essa decisão e cancelou a série.
De um teleplay por Terence Winter e George Mastras, e história por Rich Cohen, Mick Jagger, Martin Scorsese e Terence Winter, o episódio piloto foi dirigido por Scorsese. A primeira temporada é composta por 10 episódios. Scorsese confirmou planos de dirigir novos episódios da série.

## Elenco

### Principais
- Bobby Cannavale como Richie Finestra, um executivo de editora tentando ressuscitar o seu rótulo Século Americano.[8]
- Paul Ben-Victor como Maury Ouro, um charmoso, proprietário da editora avuncular.[9]
- P. J. Byrne como Scott Leavitt, o chefe do jurídico para Século Americano.[9]
- Max Casella como Silver Julian "Julie", o chefe de A & R de Século Americano.[9]
- Ato Essandoh como Lester Grimes, um ex-cantor e ex-colega de Richie.[9]
- James Jagger como Kip Stevens, vocalista do Bits desagradável, uma banda de rock no início do punk.[9]
- J. C. MacKenzie como Skip Fontaine, chefe de vendas para Século Americano.[9]
- Jack Quaid como Clark Morelle, um jovem A & R executivo da American Century.[9]
- Ray Romano  como Zak Yankovich, confidente e cabeça de promoções de Richie no Século Americano.[9]
- Birgitte Hjort Sørensen como Ingrid, a actriz dinamarquesa favorecida por Andy Warhol e amiga próximo de Devon.
[9]
- Juno Temple como Jamie Vine, um assistente ambicioso na American Century A & R Departamento.[9]
- Olivia Wilde como Devon Finestra, da esposa e ex-actriz / modelo Richie que já foi parte da cena da oficina de Warhol.[9]

### recorrente
- Susan Heyward como Cece
- Emily Tremaine como Heather, recepcionista do American Century.
- Ephraim Sykes como Marvin
- Mackenzie Meehan como Penny
- Griffin Newman como Casper, um bigode A & R representante no Século Americano.[10]
- Jay Klaitz como Hal Underwood
- Ken Marino como Jackie Jervis, executivo de uma gravadora rival.
- Annie Parisse Como Andrea Zito
- John Cameron Mitchell Como Andy Warhol[11]

### Estrelas Convidadas
- Andrew Dice Clay Como 'Buck' Rogers[12]
- David Proval Como Vince Finestra[13]

## Recepção
Vinyl tem recebido críticas positivas da imprensa especializada. A ação (particularmente Cannavale) e direcção foram aspectos geralmente elogiados, enquanto a escrita e história, que muitos chamavam "estereotipada" e "familiar", foram criticados.
Em Rotten Tomatoes a primeira temporada detém uma classificação de 79% de aprovação. consenso do site lê: "Vinyl nem sempre mantém o ritmo, dramaticamente falando, mas no geral, competentemente honra os pioneiros do rock dos anos 70 com absorção de histórias, uma trilha sonora spot-on, e detalhes de época rica." Outra crítica consensual, Metacritic, a primeira temporada detém uma pontuação de 70 em 100.
Alan Sepinwall do HitFix classificou a primeira temporada com um B, escrevendo que "há uma enorme quantidade de excesso de vinil, o que talvez faça sentido para um show envolvendo dois ícones do rock dos anos 70 no Jagger e Scorsese. Mas tudo de busca de Richie para a próxima ideia, e todos das cenas envolvendo os Bits desagradáveis ou outras formas crescentes de música, sugerem um show que realmente deseja que ela poderia despir toda a riqueza e todos os tropos e apenas fazer algo simples e cru e poderoso." Robert Bianco do USA Today  escreveu que "o que se segue é um às vezes nostálgico passeio, por vezes cómico, por vezes, irregular através da época, com uma história que muitas vezes parece parar apenas quando está pegando ritmo. Ainda assim, cada vez que a história vacila, os caracteres 'eo show do óbvio Amor para a música popular em todas as suas formas levanta-lo de volta."
Por outro lado, de Emily Nussbaum The New Yorker  tinha uma resposta mista, escrevendo que "o show melhora ligeiramente depois que o piloto jankily ritmo, mas nunca lança seu ar de nostalgia de chumbo." Verne Gay de Newsday reagido negativamente, por escrito, que o show "é uma ideia convincente em busca de uma história convincente Simplesmente não há muito de um, de fato, e -. abominando a sempre presente vácuo - um monte de outros elementos correm para preencher o vazio. cenas são preenchidos, os lotes de flashbacks são ainda mais flácida, enquanto atores devorar o cenário impotente."

## Transmissão internacional
No Canadá, a série estreou na HBO Canadá em 14 de Fevereiro, 2016, a ser exibida em simultâneo com a transmissão americana. No Reino Unido, a série estreou em Sky Atlântico em 15 de fevereiro, 2016, arejando em 2:00 inicialmente para simulcast a estreia nos EUA e, em seguida, novamente na 9:00 no mesmo dia. A estreia australiana foi ao ar no Showcase em 15 de fevereiro de 2016. Em HBO Ásia, a série estreou em 16 de fevereiro de 2016.